# 夜花藤
夜花藤（学名：Hypserpa nitida）为防己科夜花藤属下的一个种。